# 長井新
長井 新（ながい あらた、1997年10月3日 - ）は、日本の男性声優。兵庫県出身。m&i所属。

## 経歴
声優を目指すきっかけになったのが、学生時代にボランティアの一環として、子供を見守る時に出会った読み聞かせだった。その時はセリフをもらい、読み聞かせに参加したが、それが楽しく「こういうことに関われたらいいな」と思ったという。
マウスプロモーション附属俳優養成所出身（29期生）。2021年1月1日よりm&iに所属。
2021年7月、テレビアニメ『探偵はもう、死んでいる。』の君塚君彦役で初主演を果たす。

## 人物
趣味にはギターとアメフト観戦、特技にはサックスとサッカー、関西弁をそれぞれ挙げている。
好物はキャラメルコーンのマロン味で「食べると自然に笑みが溢れる美味さ」「あの値段で人を笑顔にできるのはすごい」と絶賛している(探偵と助手の【たんもしRADIO】第2回)。また、大の日本酒好きでもあり、日本酒検定初級・中級と日本酒ナビゲーター認定証を取得している。2015年時点ではお酒に弱かった。
2021年7月21日から開催された「『探偵はもう、死んでいる。』ミュージアムin AKIHABARAゲーマーズ本店」に乗り込んだものの誰にも気づいてもらえなかった。(なお、同アニメでシャーロット・有坂・アンダーソン役の白砂沙帆は気づかれた模様)(探偵と助手の【たんもしRADIO】第3回)

## 出演
太字はメインキャラクター。

### テレビアニメ
2016年
- アクティヴレイド –機動強襲室第八係- 2nd（白バイB）
- ファンタシースターオンライン2 ジ アニメーション（男子生徒、アークス、客）
- 遊☆戯☆王ARC-V（補導員）

2017年
- ID-0（Iマシン兵③）

2020年
- 宇崎ちゃんは遊びたい!

2021年
- シャドーハウス（子供）
- 探偵はもう、死んでいる。（君塚君彦）
- 進化の実〜知らないうちに勝ち組人生〜（2021年 - 2023年、荒木賢治、Sクラス男子3） - 2シリーズ

2022年
- もっと!まじめにふまじめ かいけつゾロリ（グレゴ）

2023年
- ゴブリンスレイヤーII（ゴブリン）

### Webアニメ
- ナンバカ（2017年、九力大仙）

### ゲーム
2017年
- 茜さすセカイでキミと詠う（文屋康秀）

2018年
- デスティニーチャイルド（アガメムノン）
- バトル オブ ブレイド（マーシェス）
- 小林が可愛すぎてツライっ!! （生徒）
- スカルガールズ （レデューク）

2019年
- 龍が如く ONLINE（近江連合組員 他）

2021年
- ワールドフリッパー（2021年 - 2023年、影丘リュウイチ）
- モンスターストライク（2021年 - 2024年、ゼルコバ、仙丹）

### デジタルコミック
- マジカル★エクスプローラー エロゲの友人キャラに転生したけど、ゲーム知識使って自由に生きる（2021年、オーレリアン 他[22]）
- ハツカレ（関西人の生徒）

### ラジオ
※はインターネット配信。
- 探偵と助手の【たんもしRADIO】（2021年、音泉※）[9]

### テレビ番組
- アテコ声龍門（2015年、TOKYO MX 他）

### オーディオブック
- 探偵はもう、死んでいる。（2021年、ナレーター[23]）

### その他
- 日本酒キャラクタープロジェクト神酒ノ尊-ミキノミコト-（京都五山の四季[24]）
- 教材『小中学生のプログラミング講座』（関西人の男の子[2]）
- MF文庫J『ランジェリーガールをお気に召すまま』PV（2022年、浦島恵太[25]）